# Теодосије Тотемски
Преподобни Теодосије Тотемски је руски православни светитељ из XVI века.

## Биографија
Рођен је у Вологди у првим годинама царовања Василија III Ивановича. На захтев родитеља оженио се и имао деце. После смрти родитеља и супруге замонашио се у Вологодско-Прилуцком манастиру.
Са благословом игумана и по грамати цара Јована Васиљевича 1554. године је основао Тотемски манастир, у близини града Тотма. Васпитавао је братство примером свог подвижничког живота и на списима светих Отаца, које је лично набавио у том циљу.
Умро је 1568. године. Сахрањен је манастиру који је основао, где се и данас чувају његове мошти.